# Daguan (Zhaotong)

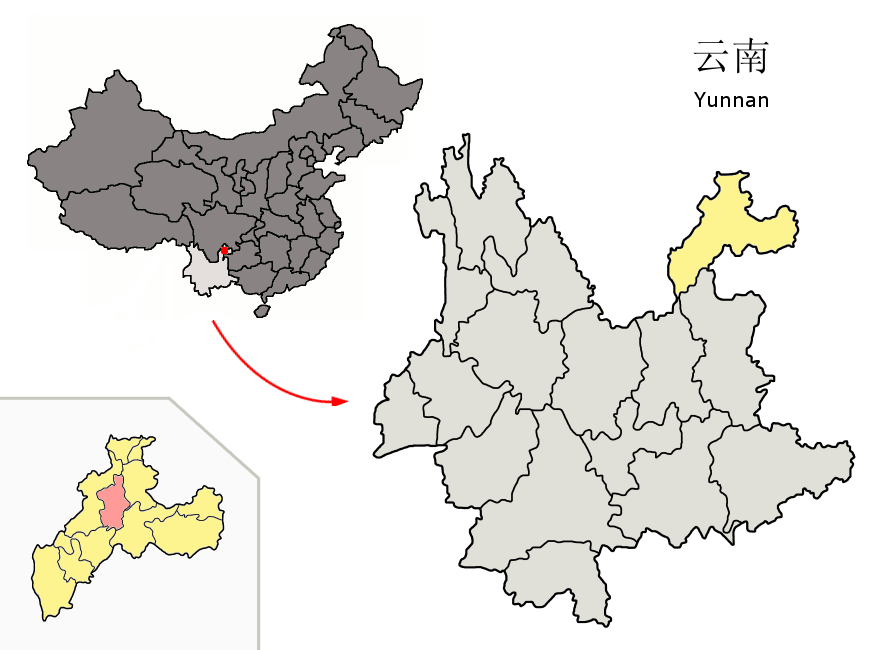
Lage des Kreises Daguan (rosa) in der bezirksfreien Stadt Zhaotong in Yunnan (gelb)

Daguan (大关县; Pinyin: Dàguān Xiàn) ist ein Kreis im Nordosten der chinesischen Provinz Yunnan, der zum Verwaltungsgebiet der bezirksfreien Stadt Zhaotong gehört. Die Fläche beträgt 1.717 Quadratkilometer und die Einwohnerzahl 209.116 (Stand: Zensus 2020). 1999 zählte Daguan 240.602 Einwohner. Hauptort und Regierungssitz ist die Großgemeinde Cuihua 翠华镇.
Daguan wurde 1844, 1917 und insbesondere 1974 von schweren Erdbeben getroffen.

## Administrative Gliederung
Daguan setzt sich aus sechs Großgemeinden und drei Gemeinden zusammen. Diese sind:
- Großgemeinde Cuihua 翠华镇
- Großgemeinde Jili 吉利镇
- Großgemeinde Mugan 木杆镇
- Großgemeinde Tianxing 天星镇
- Großgemeinde Yuele 悦乐镇
- Großgemeinde Yuwan 玉碗镇

- Gemeinde Shanggaoqiao 上高桥乡
- Gemeinde Shoushan 寿山乡
- Gemeinde Gaoqiao 高桥乡